# Hygroryza
Hygroryza es un género de plantas herbáceas perteneciente a la familia de las poáceas. Es originario del este de Asia.

## Etimología
El nombre del género deriva de la palabra griega hygros (‘húmedo’) y Oryza (un género de la misma familia).

## Citología
El número cromosómico básico es x = 12, con números cromosómicos somáticos de 2n = 24 diploide.

## Especies
- Hygroryza aristata
- Hygroryza ciliata